# Дигитална уметност
Дигитална уметност, често поистовећивана са компјутерском уметношћу је ознака за уметничко стварање у савременој уметности 20. века помоћу дигиталних метода компјутером у дигиталној форми. Резултат се разликује по примени различитих техничких средстава као и хардвера и софтвера. Може се јавити разлика између дела и презентације.
Развој дигиталне уметности тече заједно са развојем технологије рачунара. У дигиталном сликарству се преко рачунара и помоћу специфичних алгоритама као и применом традиционалних сликарских техника долази до резултата и ефеката.
Дигитална уметност је термин који покрива различите врсте уметничких радова и пракси примењивањем дигиталне технологије. Од 1970. различита имена покушавала су да објасне шта значи дигитална уметност укључујући термине компјутер арт и мултимедија арт. На крају је смештен под шири појам, њу медија арт. Склоп дигиталних технологија трансформисао је традиционалне активности као сто су цртање, сликање, скулптуру у нове форме као што су интернет арт, пиксел арт, рачунарске игре, дигиталне инсталације и оне постају општеприхваћене уметничке праксе. Генерално гледано термин дигитални уметник коришћен је за уметника који у својој продукцији користи дигиталне медије. Један од примера прихватања дигиталне уметности је Енди Ворхол који је правио дигиталну уметност помоћу амига пајнт софтвера који је јавно увео у Линколн центар.
Да би схватили најлакше везу између компјутеризације и уметности вратимо се у тридесете године двадесетог века када је објављен велики број књига чији су аутори били уметници, а у насловима се често спомињала реч „ново"- Нова типографија - Јан Тиколд, Нова визија-Ласло Мохољи Нађ.
Реч „ново“ у деведесетим се појављује поново. Међутим она се више не односи на један медиј, пре би се могло ређи да стоји као одредница за медиј уопште. Резултат тога јесте термин –-нови медији. Оваква терминолошка пречица нам пре свега помаже при означавању нових културних формација, где је дистрибуција заснована на посредовању дигиталних компјутера, ц-д ромова, интернета...(Лав Мановић- Метамедији)

## Подручја дигиталне уметности
- Дигитално сликарство
- Фото-манипулације
- Сценска 3Д-остварења
- Математичка уметност
- Вектрографска уметност
- Рачунарска уметност
- Дигитална стилска уметност
- Миксоване медије
- Веб дизајн

## Пионири дигиталне уметности
- Чарлс Ксури (Charles Csuri)
- Дејвид Ем (David Em)
- Херберт Френки (Herbert W. Franke)
- Лауренс Гартел (Laurence Gartel)
- Џон Лендсдаун (John Lansdown)
- Манфред Мор (Manfred Mohr)
- Фредер Неки (Frieder Nake)
- Џек Еткинсон (Jack Atkinson)